# Гус, Ян
Ян Гус (чеш. Jan Hus МФА: [ˈjan ˈɦus]о файле; на гравюрах XVII века встречается написание Iean Hus; Ян из Гусинца; в некоторых исторических текстах Иоганн Гус; 1369, Гусинец (Прага), Богемия — 6 июля 1415, Констанц, Швабия) — чешский проповедник, мыслитель, идеолог чешской Реформации. Национальный герой чешского народа. Был священником и некоторое время ректором Пражского университета. 6 июля 1415 года в Констанце был сожжён вместе со своими трудами. Казнь Гуса вызвала Гуситские войны (1419—1434).

## Предыстория
С 1367 года были установлены связи по обмену интеллектуальными достижениями между Пражским университетом и университетом Оксфорда. Студенты из Праги время от времени ездили в английские университеты и даже в шотландский Сент-Эндрюс. Например, в Оксфорде учился будущий гусит Иероним Пражский. Благодаря этому взгляды английского реформатора Джона Уиклифа довольно быстро получили известность в Чехии. Известно, что уже в 1381 году чешский богослов Николай Бицепс счёл нужным критиковать их в своих лекциях.

## Биография

### Ранние годы
Точная дата рождения Гуса до сих пор не установлена. По разным данным, он был рождён либо в 1369, либо в 1373—1375 годах в городке Гусинец в бедной крестьянской семье. Его фамилия означает «гусь», и друзья (как и сам Ян) часто называли его так.
В возрасте 10 лет родители отправили его в монастырь. Достигнув успехов в учёбе, переехал в Прагу, один из крупнейших городов Богемии на то время. Поступил в Карлов университет (Пражский университет). С 1393 или 1394 года бакалавр теологии. В 1396 году получил степень магистра искусств и начал читать лекции. Через четыре года (ок. 1400 г.) он принял церковный сан и почти одновременно начал и проповедническую деятельность. В 1401—1402 году стал деканом факультета свободных искусств. В 1402—1403 и 1409—1410 годах ректор Карлова университета.

### Проповедническая деятельность
С 1401 года читал проповеди в костёле св. Михаила, а в 1402 году был назначен настоятелем и проповедником частной Вифлеемской часовни в старой части Праги, где занимался в основном чтением проповедей на чешском языке, на которые собиралось до трёх тысяч человек. В этих проповедях Гус не только часто затрагивал повседневную жизнь, что было необычно для того времени, но и открыто критиковал клир, феодалов и бюргеров. Критикуя церковь, он считал себя верным её членом, служащим ей во благо, лишь разоблачающим грехи и вскрывающим недостатки людей.
Ещё в середине 1380-х годов в Чехии стали распространяться труды английского реформатора Джона Уиклифа. Под влияние идей Уиклифа попал и Гус. В 1403 году пражский соборный капитул указал руководству Пражского университета на выявленные в сочинениях Джона Уиклифа 45 еретических положений. Во время Великого западного раскола (схизмы) в римско-католической церкви Гус был в числе тех, кто сохранял нейтралитет по отношению к противоборствующим сторонам.
Проповедуя в Вифлеемской часовне, Гус высказывал мнение, отличное от официальной политики папской курии. Ниже перечислены его мнения по некоторым вопросам.
- Нельзя взимать плату за таинства и продавать церковные должности. Священнику достаточно взимать небольшую плату с богачей, чтобы удовлетворить свои первейшие жизненные потребности.
- Нельзя слепо подчиняться церкви, но нужно думать самим, применяя слова из Священного Писания: «если слепой ведет слепого, то оба упадут в яму».
- Власть, нарушающая заповеди Бога, не может быть Им признана.
- Собственность должна принадлежать справедливым. Несправедливый богач есть вор.
- Каждый христианин должен искать правду, даже рискуя благополучием, спокойствием и жизнью.

Чтобы распространить свои учения, Гус не только проповедовал с кафедры: он также приказал расписать стены Вифлеемской часовни рисунками с назидательными сюжетами, сложил несколько песен, которые стали народными, и провёл реформу чешского правописания, сделавшую книги более понятными для простого народа. Хорошо известен его латинский труд «Orthographia bohemica». Именно он добился передачи каждого звука речи отдельной буквой: он разработал диакритические знаки (те, что пишутся над буквами).
В 1402 году начались первые протесты духовенства против убеждений Гуса. В этом году университетские власти осудили 24 его положения, которые были найдены в произведениях Уиклифа, а чуть позже — ещё 21. Проповедь и обучение этим статьям были запрещены. Но в 1403 году архиепископом Праги стал Сбинко из Газенбурга, у которого Гус пользовался доверием, и запрет на некоторое время был отменён. Ян получил пост синодального проповедника и был назначен членом комиссии, которая расследовала чудеса, совершённые реликвией крови Христа в Вилснаке. Комиссия признала чудеса поддельными, вопрос был рассмотрен в университете и Гус в своём трактате «Прославление крови Христовой» заявил, что Христос не оставил на земле ни капли своей крови.
В 1405 году Иннокентий VII потребовал искоренения взглядов Уиклифа в Чехии. В том же году Пражский синод обновил осуждение 45 статей Гуса. В 1409 году в Пражском университете прошла острая дискуссия об учениях Уиклифа, среди сторонников Уиклифа был и архиепископ Праги, пригласивший Гуса выступить на заседании синода. В ходе диспута Гус заявил, что многие из поставленных Уиклифу в вину положений неправильно поняты. Сильное сопротивление духовенства заставило архиепископа отказаться от поддержки Гуса. Гус был смещён с должности синодального проповедника. В ходе реформы Пражского университета в 1409 году ослабло влияние немецкой профессуры и произошло усиление сторонников идей Джона Уиклифа. После этого Ян снова стал ректором университета.
В 1408 году были арестованы и обвинены в ереси друзья Гуса: Станислав из Знойма и Стефан Палеч, которые позже отказались от своих убеждений.
В 1410 году антипапа Александр V издал буллу против Гуса, позволившую архиепископу пражскому, противнику реформатора, предпринять против него карательные действия. Проповеди Гуса были запрещены, все подозрительные книги собраны и сожжены. После сожжения книг вышел указ об отлучении от церкви Гуса и всех, кто распространяет труды Уиклифа. Однако власти поддержали Гуса, и его влияние среди прихожан продолжало расти. Противников Уиклифа даже избивали на улицах. Дело было передано в папскую курию. Несмотря на обращение Вацлава и чешской знати, в котором они поклялись честью, что Ян — не еретик, Иоанн XXIII передал дело кардиналу Колонна и тот предал Гуса анафеме. Осенью того же года были запрещены проповеди в частных часовнях, одной из которых была Вифлеемская часовня. Гус отказался выполнить приказ, апеллируя к самому Христу. В ответ архиепископ подверг город интердикту. Король приказал архиепископу отменить интердикт и написать папе, что в результате тщательного расследования никаких следов ереси в Чехии не было найдено. Архиепископ написал письмо, но так и не отправил его.
В 1411 году пражский архиепископ Збинек Зайиц прямо обвинил Гуса в ереси. Это обвинение бросило тень на университет и на короля Вацлава IV, который оказывал Гусу некоторую поддержку. Вацлав назвал заявление Збинека клеветой и приказал конфисковать владения тех священников, которые эту «клевету» распространяли. Збинек бежал в Венгрию, но умер в дороге 28 октября 1411 года. В том же году Иоанн XXIII призвал Европу к крестовому походу против Владислава Неаполитанского, защитника Григория XII и обещал отпущение грехов всем участникам похода. В Праге стали продаваться индульгенции. Гус выступил против продажи, заявляя, что папа не имеет права продавать индульгенции, браться за меч и что отпущение грехов достигается только через покаяние. Гуса поддержал Иероним Пражский. Общественное мнение также было на его стороне, жители города устраивали шествия в поддержку проповедников, ими были сожжены две буллы Иоанна. Власти города казнили троих участников шествия, но их привезли в Вифлеемскую часовню и совершили за них мессу как за мучеников.
Часть доходов от индульгенций получала королевская казна, поэтому взгляды Гуса и его сторонников к этой практике способствовали перемене отношения власти к ним. Богословский факультет снова осудил 45 положений Гуса, добавив к ним ещё 6. Курия снова объявила о его отлучении. Было велено схватить его и доставить к архиепископу, а Вифлеемскую часовню сровнять с землёй. Горожане снова поддержали Яна и не позволили выполнить указ. Город снова подвергли интердикту. Чтобы успокоить горожан, король Вацлав посоветовал Гусу покинуть Прагу, и он уехал в Южную Чехию (вначале в замок Кози-Градек, а затем в Краковец), где местная шляхта не подчинялась решениям папы. Там он продолжил проповедовать на площадях, полях и в лесах, открыто критикуя церковь. Несколько раз он снова приезжал в Прагу и даже проповедовал в Вифлеемской часовне.
В этот период он написал свой труд «Церковь» (лат. De ecclesia). В нём Гус говорил о необходимости возвращения Церкви к идеалам раннехристианской эпохи. Признавал Библию высшим авторитетом для папы и церковных соборов. В 1413 году был созван национальный синод для решения разногласий и установления мира в стране. На этом синоде продолжились споры между церковными властями о достоинствах учения Уиклифа, но 13 февраля был распущен, так и не приняв никакого решения.

### Осуждение и казнь
В 1414 году Гус был вызван на Констанцский собор, имевший целью объединить Римскую католическую церковь и прекратить Великий западный раскол, который к этому времени уже привёл к троепапству. Причём германский король Сигизмунд Люксембургский обещал Гусу личную безопасность. Однако, когда Гус прибыл в Констанц и получил охранную грамоту, оказалось, что Сигизмунд дал ему обычную подорожную грамоту. В присутствии папы (впоследствии признанного антипапой) Иоанна XXIII и членов Собора против Гуса выдвинули обвинение в ереси (главным образом его учения о Евхаристии) и организации изгнания немцев из Пражского университета.
Ян Гус прибыл в Констанц в ноябре 1414 года, а в декабре он был арестован и заключён в одной из комнат дворца. Когда некоторые друзья Гуса обвинили Собор в нарушении закона и императорской клятвы о безопасности Гуса, папа ответил, что он лично ничего никому не обещал и не связан обещанием, которое дал король Германии. Когда же Сигизмунду напомнили о данном им обещании, он отказался вмешиваться и защищать Гуса. Это принесло ему много неприятностей впоследствии, когда в 1419 году он стал королём Чехии и был вовлечён в опустошительные Гуситские войны. Поначалу Гус отказывался говорить на допросах, и чтобы он начал говорить, ему предписали смертный приговор, который можно было сразу же привести в исполнение, если Гус не будет защищаться. Вскоре Иоанн XXIII бежал из Констанца, так как собор потребовал его отречения. Это ещё сильнее ухудшило положение Гуса, который раньше содержался относительно почётно как пленник самого папы, а теперь был передан Констанцскому архиепископу, который посадил его на хлеб и воду.
8 мая 1415 года моравская шляхта направила Сигизмунду петицию с требованием освободить Гуса и дать ему слово на соборе. 12 мая такой же протест выразил сейм Чехии и Моравии, а позже чешское и польское дворянство, находившееся в Констанце. Чтобы удовлетворить их, Сигизмунд организовал слушание дела Гуса на соборе, которое проходило с 5 по 8 июня. После вынесения смертного приговора Гусу Сигизмунд и архиепископы много раз приходили к Гусу с просьбой, чтобы он отрёкся от своих убеждений, но он этого не делал:

Противоречит моей совести отрекаться от фраз, которых никогда не произносил.

В конце суда Ян Гус снова апеллировал к Христу.
1 июля Ян Гус направил собору послание, в котором окончательно отказался отречься от своих убеждений. 6 июля 1415 года Ян Гус, отказавшийся отречься от своих «заблуждений», по приговору собора был сожжён на костре. Его прах развеяли над Рейном. С его казнью связан ряд легенд. Так, старушке, из благочестивых побуждений подложившей вязанку хвороста в его костёр, он якобы воскликнул: «О, святая простота!» (O sancta simplicitas!). В 1416 году на костре был сожжён также Иероним Пражский, один из его сподвижников.

## Наследие
Проповедь Гуса, а также его осуждение и смерть способствовали формированию и усилению в Чехии гуситского движения. Смерть Гуса стала одним из поводов Гуситских войн, между его последователями (гуситы) и католиками. Радикальные гуситы («табориты»), требовавшие религиозной реформы, потерпели поражение, умеренные гуситы («чашники») перешли на сторону католиков, поэтому Реформация в Чехии не состоялась. Небольшая часть таборитов и наиболее радикальных чашников, под покровительством архиепископа Рокицаны, объединились в общины чешских братьев, существующие до сих пор.
До сих пор католическая церковь не реабилитировала Гуса. Несмотря на это, в Чехии (где большинство верующих до общего кризиса религиозности в стране в XX веке составляли католики) Гус традиционно пользуется уважением как борец за национальную самобытность против немцев, существуют памятники, музеи и улицы, носящие его имя. Памятник Гусу воздвигнут на Староместской площади в Праге к 500-летию его казни в 1915 году. Кроме того, в 1918 году возникла Чехословацкая гуситская церковь, имеющая в настоящий момент около 100 000 сторонников и поддерживающая экуменические отношения с Католической церковью.
Ян Гус оставил обширное литературное наследие, внёс большой вклад в разработку литературного средневекового чешского языка и кодификацию чешской орфографии.
17 декабря 1999 года папа Римский Иоанн Павел II (1978—2005) в обращении к Международному конгрессу, посвящённому наследию Гуса, выразил глубокое сожаление по поводу «жестокой смерти», на которую тот был осуждён. Тогда же была создана «гуситская комиссия», высказавшаяся за то, что «учение Гуса может стать мостом между разобщёнными христианскими церквями».

## Взгляды
Гус был последовательным сторонником взглядов Джона Уиклифа. В большинстве своих латинских книг он постоянно цитирует английского реформатора, включая в свои произведения целые параграфы из его трудов. Так, к примеру, первые 3 главы De ecclesia представляют собой ряд выдержек трактата Уиклифа «О церкви» (англ. On the Church). Он никогда не скрывал, что является последователем Уиклифа и выражал готовность умереть за то, чему он учил. Также, он много цитировал Августина, Бернара и Иеронима.

### О церкви
Ян Гус понимал Церковь как сообщество всех избранных ко спасению, живых, умерших и тех, кто ещё не родился. Он считал, что римский папа и кардиналы — не церковь и церковь может существовать без кардиналов и папы. Он заявлял, что апостол Пётр никогда не был главой Церкви, а что главой её всегда был Христос. Буллы римских пап он называл антихристианскими и не требующими исполнения. Он отрицал право пап на продажу индульгенций, потому что власть отпускать грехи не принадлежит никому из смертных. Он учил, что для спасения души достаточно покаяния, если оно чистосердечно. Также он отрицал непогрешимость папы, аргументируя это папским расколом, существованием таких пап, как Либерий, который признан еретиком, и папессы Иоанны, родившей ребёнка.

## Память
В центре Праги, на Староместской площади ему установлен памятник. В ряде городов Чехии улицы носят его имя. Улицы его имени также есть за пределами Чехии в Рыбинске, Ужгороде, Горловке, Кривом Роге и Днепре. В городе Дубно Ровненской области его имя носит переулок. 6 июля в Чехии государственный праздник — День сожжения Яна Гуса (выходной день). В этот день в Чехии и Словакии зажигают костры в память о Яне Гусе.
Тарас Шевченко написал о нём поэму «Еретик».
Фёдор Тютчев написал о нём стихотворение «Гус на костре».
Ян Гус вместе с Пушкиным и Петёфи фигурирует в качестве одного из персонажей стихотворения Евгения Евтушенко «Танки идут по Праге…»

### Музей Гуса
Мемориальный музей Гуса в Констанце. В экспозиции музея представлены произведения изобразительного искусства, документы о жизни и деятельности Яна Гуса. Музей размещается в доме, где жил Ян Гус, прибыв в 1414 году в Констанц. В XIX веке земляки Гуса установили на доме мемориальную доску с рельефным портретом Гуса и текстами на чешском и немецких языках. Многие документы и экспонаты были предоставлены музею Пражским национальным музеем.

### Образ в кино
- «Ян Гус» (1954) — (в советском прокате — «Война за веру: Магистр»), Чехословакия, режиссёр Отакар Вавра, в роли Яна Гуса Зденек Штепанек.
- «Ян Гус» (1977)
- «Ян Гус (фильм, 2015)»

## Галерея
- Ян Гус (портрет неизвестного художника XVI века)
- Картина Вацлава Брожика: «Ян Гус на Соборе в Констанце» (1883)
- Ян Гус перед судом (фрагмент картины Вацлава Брожика)
- Ян Гус отказывается подписать отречение накануне казни (картина Камила Владислава Муттиха)
- Приготовления к казни Яна Гуса
- Картина Владислава Муттиха «Ян Гус на костре в Констанце» (1415)
- Ян Гус на костре (рисунок Яничека Змилелы в Йенском кодексе)
- Сожжение Яна Гуса. Рисунок из «Шпицской хроники» Диболда Шиллинга Старшего (1485)
- Памятник Яну Гусу на Староместской площади в Праге, возведён в 1915 году по проекту Ладислава Шалоуна
- Скульптурная композиция Яна Гуса, скульптор Франтишек Билек, Табор, Площадь Гуса (1928)
- Статуя Яна Гуса на Добре Воде, Ческе-Будеёвице
- Памятник на месте сожжения Гуса, возведён в 1862 году
- Вифлеемская часовня в Праге. Современный вид
- Интерьер Вифлеемской часовни в Праге
- Памятник Я. Гусу в Мемориале Мартина Лютера (Вормс)